# Henri Duquesne Watelet de la Vinelle
Henri Louis Joseph Lucien Druon Duquesne Watelet de la Vinelle (Vaulx-lez-Tournai, 14 januari 1864 - aldaar, 8 mei 1924) was een Belgisch volksvertegenwoordiger en burgemeester.

## Biografie
Henri Duquesne was een zoon van de uitbater van steengroeven Joseph Duquesne (1824-1877) en Lucienne Watelet de La Vinelle (1840-1907). Hij trouwde in 1884 in Doornik met Louise Dumon (1863-1936), dochter van Henri Dumon, industrieel, gemeenteraadslid van Doornik en senator. Ze kregen twee zoons en een dochter:
- Henriette Duquesne Watelet de la Vinelle (1885-1969), trouwde in 1908 in Vaulx-lez-Tournai met Stanislas Le Bègue de Germiny (1884-1915), Frans onderluitenant van de infanterie die overleed in Verdun. Ze kregen een dochter, met afstammelingen tot heden.
- Joseph Duquesne Watelet de la Vinelle (1887-1961), gedelegeerd bestuurder van verzekeraar Provinces Rêunies, trouwde in 1913 in Aalst met barones Marguerite de Bethune (1891-1956), kleindochter van Paul de Bethune. Het huwelijk bleef kinderloos.
- Pierre Duquesne Watelet de la Vinelle (1899-1965), trouwde in 1940 in Vaulx-lez-Tournai met Marie Jens (1897-1973). Het huwelijk bleef kinderloos.

In 1885 werd hij tot Belg genaturaliseerd, in 1898 werd hij in de adelstand opgenomen en in 1908 kreeg hij vergunning om Watelet de la Vinelle aan zijn naam toe te voegen. De familienaam werd verdergezet door de nazaten van zijn broer Louis Duquesne Watelet de la Vinelle (1865-1930) die eveneens genaturaliseerd werd, opname in de adel kreeg en naamwijziging.
Duquesne volgde zijn vader op in de familieonderneming. Hij werd verkozen tot gemeenteraadslid van Vaulx in 1890 en benoemd tot burgemeester in 1891.
In 1894 werd hij verkozen tot katholiek volksvertegenwoordiger voor het arrondissement Doornik en vervulde dit mandaat tot in 1919.